# 穴地蔵古墳
穴地蔵古墳（あなじぞうこふん、穴地蔵1号墳）は、福井県敦賀市櫛川にある古墳。形状は円墳。穴地蔵古墳群を構成する古墳の1つ。福井県指定史跡に指定されている。

## 概要
福井県中部、敦賀半島基部の花城山（はなじりやま）の南山麓に築造された古墳である。周辺では本古墳含む3基の円墳が分布し、穴地蔵古墳群として認知される。これまでに墳丘の大部分が削平を受けているほか、2000年（平成12年）に発掘調査が実施されている。
墳形は円形で、直径11メートル（または12メートル）・高さ3.5メートルを測る。埋葬施設は無袖式の横穴式石室で、南東方向に開口する。石室奥壁には石棚を付すという特徴を示す。石室内からは鉄製馬具・須恵器・土師器などが検出されている。築造時期は古墳時代終末期の7世紀前半（または7世紀前葉-中葉）頃と推定される。福井県内では数少ない石棚を有する点で貴重な古墳である。
古墳域は1978年（昭和53年）に福井県指定史跡に指定されている。

## 遺跡歴
- 永正15年（1518年）、石室内の地蔵尊像の彫像（地蔵尊像の銘文）[1]。
- 明治初め頃まで、石室前に堂が存在（廃仏毀釈で取り壊しか）[2][4]。
- 1978年（昭和53年）10月11日、福井県指定史跡に指定[3]。
- 2000年（平成12年）、保存修理に伴う発掘調査（敦賀市教育委員会、2001年に報告書刊行）[1]。

## 埋葬施設

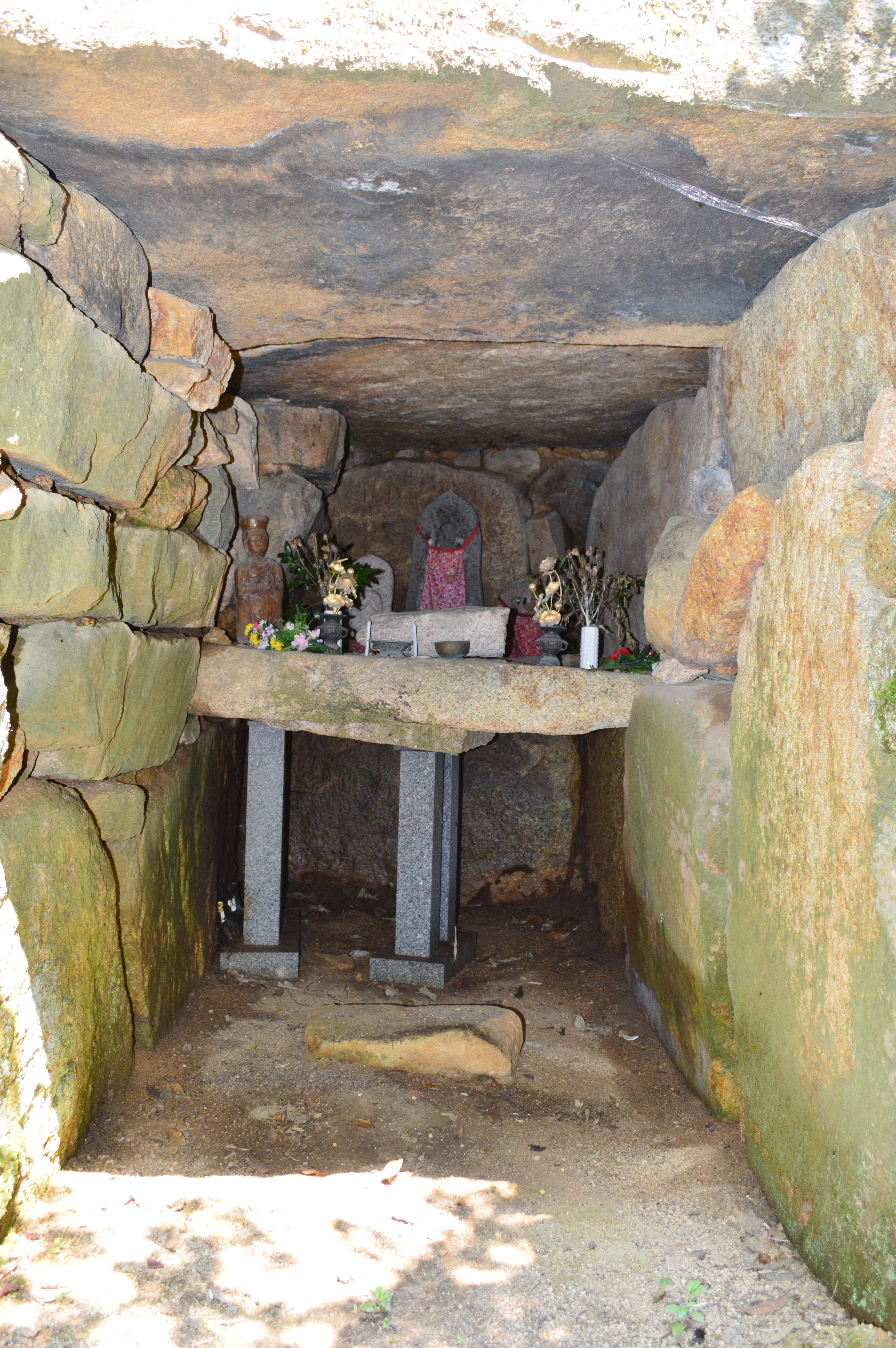
石室 玄室中央に石棚、石棚上に地蔵尊石像。

埋葬施設としては無袖式の横穴式石室が構築されており、南東方向に開口する。石室の規模は次の通り。
- 石室全長：現存4.9メートル[5]（推定復元約7メートル[2]）
- 玄室：長さ3.7メートル、高さ2メートル[1]

かつて石室前には9尺（2.73メートル）四方の堂が建立されており、その関係で羨道は後世に改変を受けているため、石室の全体像は明らかでない。石室の石材は花崗岩の割石である。
玄室には、奥壁に接する位置に石棚を付す。石棚の奥行は1.9メートル。石棚を有する古墳は福井県では敦賀市の3基（穴地蔵古墳、鳩原2号墳、白塚古墳）、美浜町の2基（浄土寺2号墳、浄土寺3号墳）のみに限られており、特に敦賀半島における偏在性から海洋集団や製塩集団とのつながりが示唆される。石棚上には地蔵尊石像3軀が祀られており（「穴地蔵」の古墳名の由来）、そのうち1軀は永正15年（1518年）銘を有する。伝承では西福寺12代住職の寿光上人の事蹟といい、現在は四国八十八ヶ所の写し霊場である若越新四国八十八箇所の第72番札所として信仰されている。

## 文化財

### 福井県指定文化財
- 史跡
  - 穴地蔵古墳 - 1978年（昭和53年）10月11日指定[3]。

## 関連文献
（記事執筆に使用していない関連文献）
- 『穴地蔵古墳群・松原遺跡 -平成元年度櫛川地区分布・試掘調査および穴地蔵3号墳発掘調査-（敦賀市埋蔵文化財調査概報 2）』敦賀市教育委員会、1990年。
- 『穴地蔵古墳 -福井県指定史跡保存修理事業報告書-』敦賀市教育委員会、2001年。